# Liu Dan (judoczka)
Liu Dan (ur. 3 maja 1989) – chińska judoczka.
Uczestniczka mistrzostw świata w 2013. Srebrna medalistka igrzysk wojskowych w 2003 i 2007.  Triumfatorka MŚ wojskowych w 2001 roku.